# Lista över fornlämningar i Linköpings kommun (Gammalkil)
Lista över fornlämningar i Linköpings kommun (Gammalkil) är en förteckning av ett urval av de fornlämningar som finns i Gammalkil i Linköpings kommun.
| Namn                          | Lämningstyp  | Tillkomsttid | Historisk indelning     | Plats | Läge                 | ID-nr          | Bild                                      |
| ----------------------------- | ------------ | ------------ | ----------------------- | ----- | -------------------- | -------------- | ----------------------------------------- |
| Gammalkil 1:1                 | Stensättning |              | Gammalkil, Östergötland |       | 58.298448, 15.454269 | 10042100010001 | Ladda upp en bild av detta fornminne      |
| Gammalkil 3:1                 | Stensättning |              | Gammalkil, Östergötland |       | 58.298882, 15.451801 | 10042100030001 | Ladda upp en bild av detta fornminne      |
| Gammalkil 4:1                 | Gravfält     |              | Gammalkil, Östergötland |       | 58.301890, 15.448189 | 10042100040001 | Ladda upp en bild av detta fornminne      |
| Gammalkil 5:1                 | Gravfält     |              | Gammalkil, Östergötland |       | 58.303468, 15.443696 | 10042100050001 | Ladda upp en bild av detta fornminne      |
| Gammalkil 6:1                 | Stensättning |              | Gammalkil, Östergötland |       | 58.304679, 15.443840 | 10042100060001 | Ladda upp en bild av detta fornminne      |
| Gammalkil 7:1                 | Gravfält     |              | Gammalkil, Östergötland |       | 58.301834, 15.438980 | 10042100070001 | Ladda upp en bild av detta fornminne      |
| Gammalkil 13:1                | Stensättning |              | Gammalkil, Östergötland |       | 58.298712, 15.385492 | 10042100130001 | Ladda upp en bild av detta fornminne      |
| Gammalkil 14:1                | Stensättning |              | Gammalkil, Östergötland |       | 58.306053, 15.377873 | 10042100140001 | Ladda upp en bild av detta fornminne      |
| Gammalkil 16:1                | Gravfält     |              | Gammalkil, Östergötland |       | 58.317577, 15.379958 | 10042100160001 | Ladda upp en bild av detta fornminne      |
| Ög 180 (Gammalkil 18:1)       | Runristning  |              | Gammalkil, Östergötland |       | 58.312665, 15.395586 | 10042100180001 | Ladda upp en till bild av detta fornminne |
| Gammalkil 19:1                | Gravfält     |              | Gammalkil, Östergötland |       | 58.313349, 15.400500 | 10042100190001 | Ladda upp en bild av detta fornminne      |
| Gammalkil 20:1                | Gravfält     |              | Gammalkil, Östergötland |       | 58.342933, 15.422371 | 10042100200001 | Ladda upp en bild av detta fornminne      |
| Gammalkil 21:1                | Gravfält     |              | Gammalkil, Östergötland |       | 58.315483, 15.401397 | 10042100210001 | Ladda upp en bild av detta fornminne      |
| Gammalkil 22:1                | Gravfält     |              | Gammalkil, Östergötland |       | 58.317167, 15.402903 | 10042100220001 | Ladda upp en bild av detta fornminne      |
| Gammalkil 23:1                | Gravfält     |              | Gammalkil, Östergötland |       | 58.321225, 15.388309 | 10042100230001 | Ladda upp en bild av detta fornminne      |
| Gammalkil 24:1                | Gravfält     |              | Gammalkil, Östergötland |       | 58.325055, 15.380629 | 10042100240001 | Ladda upp en bild av detta fornminne      |
| Gammalkil 25:1                | Stensättning |              | Gammalkil, Östergötland |       | 58.333342, 15.387562 | 10042100250001 | Ladda upp en bild av detta fornminne      |
| Gammalkil 25:2                | Stenkrets    |              | Gammalkil, Östergötland |       | 58.333223, 15.387864 | 10042100250002 | Ladda upp en bild av detta fornminne      |
| Gammalkil 26:1                | Stensättning |              | Gammalkil, Östergötland |       | 58.333898, 15.385679 | 10042100260001 | Ladda upp en bild av detta fornminne      |
| Gammalkil 28:1                | Gravfält     |              | Gammalkil, Östergötland |       | 58.335903, 15.384600 | 10042100280001 | Ladda upp en bild av detta fornminne      |
| Gammalkil 29:1                | Stensättning |              | Gammalkil, Östergötland |       | 58.318473, 15.405730 | 10042100290001 | Ladda upp en bild av detta fornminne      |
| Gammalkil 41:1                | Stensättning |              | Gammalkil, Östergötland |       | 58.286034, 15.393640 | 10042100410001 | Ladda upp en bild av detta fornminne      |
| Gammalkil 51:1                | Gravfält     |              | Gammalkil, Östergötland |       | 58.338660, 15.381550 | 10042100510001 | Ladda upp en bild av detta fornminne      |
| Gammalkil 53:1                | Stensättning |              | Gammalkil, Östergötland |       | 58.319279, 15.385245 | 10042100530001 | Ladda upp en bild av detta fornminne      |
| Gammalkil 53:2                | Stensättning |              | Gammalkil, Östergötland |       | 58.319418, 15.385034 | 10042100530002 | Ladda upp en bild av detta fornminne      |
| Gammalkil 56:1                | Stensättning |              | Gammalkil, Östergötland |       | 58.326994, 15.361792 | 10042100560001 | Ladda upp en bild av detta fornminne      |
| Gammalkil 56:2                | Stensättning |              | Gammalkil, Östergötland |       | 58.327182, 15.361939 | 10042100560002 | Ladda upp en bild av detta fornminne      |
| Gammalkil 56:3                | Stensättning |              | Gammalkil, Östergötland |       | 58.327332, 15.361814 | 10042100560003 | Ladda upp en bild av detta fornminne      |
| Gammalkil 56:4                | Stensättning |              | Gammalkil, Östergötland |       | 58.326934, 15.362651 | 10042100560004 | Ladda upp en bild av detta fornminne      |
| Gammalkil 60:1                | Stensättning |              | Gammalkil, Östergötland |       | 58.310688, 15.365675 | 10042100600001 | Ladda upp en bild av detta fornminne      |
| Gammalkil 61:1                | Stensättning |              | Gammalkil, Östergötland |       | 58.315441, 15.364888 | 10042100610001 | Ladda upp en bild av detta fornminne      |
| Gammalkil 62:1                | Stensättning |              | Gammalkil, Östergötland |       | 58.316028, 15.364208 | 10042100620001 | Ladda upp en bild av detta fornminne      |
| Gammalkil 74:1                | Stensättning |              | Gammalkil, Östergötland |       | 58.290567, 15.379117 | 10042100740001 | Ladda upp en bild av detta fornminne      |
| Gammalkil 74:2                | Stensättning |              | Gammalkil, Östergötland |       | 58.290595, 15.379228 | 10042100740002 | Ladda upp en bild av detta fornminne      |
| Gammalkil 106:1               | Borg         |              | Gammalkil, Östergötland |       | 58.271225, 15.406933 | 10042101060001 | Ladda upp en bild av detta fornminne      |
| Gammalkil 107:1               | Stensättning |              | Gammalkil, Östergötland |       | 58.326083, 15.406490 | 10042101070001 | Ladda upp en bild av detta fornminne      |
| Gammalkil 107:2               | Stensättning |              | Gammalkil, Östergötland |       | 58.326207, 15.406447 | 10042101070002 | Ladda upp en bild av detta fornminne      |
| Gammalkil 107:3               | Stensättning |              | Gammalkil, Östergötland |       | 58.326277, 15.406286 | 10042101070003 | Ladda upp en bild av detta fornminne      |
| Gammalkil 108:1               | Stensättning |              | Gammalkil, Östergötland |       | 58.324819, 15.374659 | 10042101080001 | Ladda upp en bild av detta fornminne      |
| Gammalkil 110:1               | Stensättning |              | Gammalkil, Östergötland |       | 58.343574, 15.422141 | 10042101100001 | Ladda upp en bild av detta fornminne      |
| Gammalkil 111:1               | Stensättning |              | Gammalkil, Östergötland |       | 58.343408, 15.421529 | 10042101110001 | Ladda upp en bild av detta fornminne      |
| Gammalkil 111:2               | Stensättning |              | Gammalkil, Östergötland |       | 58.343441, 15.421382 | 10042101110002 | Ladda upp en bild av detta fornminne      |
| Gammalkil 111:3               | Stensättning |              | Gammalkil, Östergötland |       | 58.343626, 15.421369 | 10042101110003 | Ladda upp en bild av detta fornminne      |
| Gammalkil 111:4               | Stensättning |              | Gammalkil, Östergötland |       | 58.343643, 15.421017 | 10042101110004 | Ladda upp en bild av detta fornminne      |
| Gammalkil 121:1               | Stensättning |              | Gammalkil, Östergötland |       | 58.326995, 15.406224 | 10042101210001 | Ladda upp en bild av detta fornminne      |
| Gammalkil 132:1               | Stensättning |              | Gammalkil, Östergötland |       | 58.326829, 15.404908 | 10042101320001 | Ladda upp en bild av detta fornminne      |
| Gammalkil 133:1               | Stensättning |              | Gammalkil, Östergötland |       | 58.327250, 15.404697 | 10042101330001 | Ladda upp en bild av detta fornminne      |
| Gammalkil 133:2               | Stensättning |              | Gammalkil, Östergötland |       | 58.327303, 15.405222 | 10042101330002 | Ladda upp en bild av detta fornminne      |
| Gammalkil 134:1               | Stensättning |              | Gammalkil, Östergötland |       | 58.327625, 15.404480 | 10042101340001 | Ladda upp en bild av detta fornminne      |
| Gammalkil 135:1               | Stensättning |              | Gammalkil, Östergötland |       | 58.319896, 15.410027 | 10042101350001 | Ladda upp en bild av detta fornminne      |
| Gammalkil 138:1               | Stensättning |              | Gammalkil, Östergötland |       | 58.329859, 15.383034 | 10042101380001 | Ladda upp en bild av detta fornminne      |
| Gammalkil 139:1               | Stensättning |              | Gammalkil, Östergötland |       | 58.326988, 15.381946 | 10042101390001 | Ladda upp en bild av detta fornminne      |
| Gammalkil 139:2               | Stensättning |              | Gammalkil, Östergötland |       | 58.326947, 15.381670 | 10042101390002 | Ladda upp en bild av detta fornminne      |
| Gammalkil 139:3               | Stensättning |              | Gammalkil, Östergötland |       | 58.326862, 15.381780 | 10042101390003 | Ladda upp en bild av detta fornminne      |
| Gammalkil 139:4               | Stensättning |              | Gammalkil, Östergötland |       | 58.327077, 15.381794 | 10042101390004 | Ladda upp en bild av detta fornminne      |
| Gammalkil 142:1               | Stensättning |              | Gammalkil, Östergötland |       | 58.311804, 15.384720 | 10042101420001 | Ladda upp en bild av detta fornminne      |
| Gammalkil 157:1               | Stensättning |              | Gammalkil, Östergötland |       | 58.325728, 15.382217 | 10042101570001 | Ladda upp en bild av detta fornminne      |
| Gammalkil 158:1               | Stensättning |              | Gammalkil, Östergötland |       | 58.324620, 15.383236 | 10042101580001 | Ladda upp en bild av detta fornminne      |
| Gammalkil 158:2               | Stensättning |              | Gammalkil, Östergötland |       | 58.324522, 15.383022 | 10042101580002 | Ladda upp en bild av detta fornminne      |
| Gammalkil 159:1               | Stensättning |              | Gammalkil, Östergötland |       | 58.321711, 15.389672 | 10042101590001 | Ladda upp en bild av detta fornminne      |
| Gammalkil 160:1               | Stensättning |              | Gammalkil, Östergötland |       | 58.289059, 15.386578 | 10042101600001 | Ladda upp en bild av detta fornminne      |
| Gammalkil 160:2               | Stensättning |              | Gammalkil, Östergötland |       | 58.289154, 15.386752 | 10042101600002 | Ladda upp en bild av detta fornminne      |
| Gammalkil 170:1               | Stensättning |              | Gammalkil, Östergötland |       | 58.304165, 15.443950 | 10042101700001 | Ladda upp en bild av detta fornminne      |
| Borreberget (Gammalkil 177:1) | Fornborg     |              | Gammalkil, Östergötland |       | 58.214482, 15.397585 | 10042101770001 | Ladda upp en bild av detta fornminne      |
| Gammalkil 181:1               | Stensättning |              | Gammalkil, Östergötland |       | 58.290425, 15.381406 | 10042101810001 | Ladda upp en bild av detta fornminne      |
| Gammalkil 182:1               | Fornborg     |              | Gammalkil, Östergötland |       | 58.300543, 15.390685 | 10042101820001 | Ladda upp en bild av detta fornminne      |
| Gammalkil 184:1               | Stensättning |              | Gammalkil, Östergötland |       | 58.304474, 15.442654 | 10042101840001 | Ladda upp en bild av detta fornminne      |
| Gammalkil 187:1               | Hög          |              | Gammalkil, Östergötland |       | 58.321674, 15.366665 | 10042101870001 | Ladda upp en bild av detta fornminne      |
| Gammalkil 204:1               | Stensättning |              | Gammalkil, Östergötland |       | 58.337847, 15.383046 | 10042102040001 | Ladda upp en bild av detta fornminne      |
| Gammalkil 205:1               | Röse         |              | Gammalkil, Östergötland |       | 58.336352, 15.382583 | 10042102050001 | Ladda upp en bild av detta fornminne      |